# 中澤マイケル
中澤 マイケル（なかざわ マイケル、本名：中澤 公胤（なかざわ まさつぐ）、1975年10月8日 - ）は、日本の男性プロレスラー、スポーツインストラクター。神奈川県川崎市出身。血液型はB型。DDTプロレスリング、AEW所属。以前のニックネームがそのままリングネームとなった。東海大学アメフト部OB。
父親は東海大学准教授でアメフト部監督の中澤一成。
アメリカ留学を経験し、スポーツ科学修士号、NSCA認定パーソナルトレーナー資格を持つ。

## 来歴
アメリカのUSSA大学院でスポーツ科学修士課程を修了、アメリカNSCAのCPT、CSCSの両資格を取得し、パーソナルトレーナーとしての顔も持つ。英語が得意なため、ケニー・オメガなど来日外国人レスラーの通訳・世話係を担当。
- デビュー戦は2005年10月23日、後楽園ホールにて対高木省吾。
- 2007年4月1日、CMLL認定KO-Dタッグ王座を奪取。
- 2008年1月、試合内容に高木三四郎が激怒、FIGHTING TV サムライのニュース番組内で契約更改を中継するも高木社長から契約破棄され、フリーランスとなる。幾度か試合を組ませ、納得した試合内容であれば契約するという条件だったものの敗退。
- 2008年2月10日、『中澤マイケル争奪ドラフトロイヤルランブル』の結果、小笠原和彦率いる"押忍闘夢"（ストーム）所属となり中澤原マイケルに改名する。
- 2008年6月18日の"小笠原リボン"にて押忍闘夢を卒業。DDTに晴れて復帰、リングネームも『中澤マイケル』に戻る。
- 2008年11月、ヌルヌル・ブラサーズを解散、パンクラスMISSIONの佐藤光留と「変態團」を結成するも、度を超えた変態行為で没収試合ばかり引き起こした上に、高木三四郎宛てに「変態團を解散させない限り、DDTを見に行かない」という苦情のメールが3通届き、12月に高木社長の手により解散に追い込まれる[1]。
- 2009年1月、試合前に契約更改をしようとしたが、マイケルの契約阻止を条件に結婚を免除された男色ディーノの妨害によって遅刻で来ず。エクストリーム防衛をかけた高木三四郎の試合中に会場へ着き、高木に必死に契約してくれ!とせがんだため、集中できない高木はベルトを奪冠されてしまい、逆鱗に触れ契約破棄となる。
- 修行のため小笠原和彦のもとで押忍闘夢へ入団。いくつかの修行の結果、DDTへ出戻る。
- この年のビアガーデンプロレスの男色ディーノプロデュースにより肛門を何度も爆破される。さらにその後高木の提案でDDT初の両国大会のオープニングでも爆破[2]、以降両国大会の恒例となってしまう。
- CEO決定戦にて見事勝利し、中澤"CEO"マイケルへ。しかしCEO就任後、DDTマットの改革と仕分けに乗り出すも反発を受けるだけでなく「CEO」のコールが訛って「塩」（しょっぱいレスラー）とコールされる様になり自らも仕分け対象になり、結局うやむやになる。
- 2010年、昨年末に遺恨の生まれたMIKAMIと契約とスケスケシャツをかけた「ランバージャック＆I quit」マッチにおいて敗北し、その後与えられた機会もものにできずCEOとしてはDDTに残ったものの、選手契約の更新はされなかった。
- その後ヤゴウ公国軍のヤゴウ・アズナブルの参謀「アブ・ノーマル」に変装し参戦するも、アクシデントにより正体がばれ、ヤゴウからも「絡みにくい」と捨てられる。
- 自分を捨てたヤゴウへの復讐と両国大会（両国ピーターパン2010 〜夏休み ああ夏休み 夏休み〜）の成功、そしてDDTを守るため、チケット300枚の買取りを条件に高木ら「変態大社長」と組みヤゴウ公国と対決、ヤゴウをファイヤーバードスプラッシュで破り、星の屑作戦を阻止した。しかしその後、突然GM制への移行を通達されCEOを解任、完全なフリーとなってしまう。
- 11月27日アイスリボン・ラゾーナ川崎大会で松本都と対戦した際も、度が過ぎた変態行為によって無効試合が宣告された上に、団体出入り禁止宣告まで受ける。
  - 団体出入り禁止宣告については、12月29日アイスリボン道場マッチで、当時の選手代表さくらえみより「私は(川崎での中澤マイケルの)試合を見ていないし、出入り禁止にする理由もない。」との理由で白紙となることが発表され、同時に2011年1月4日アイスリボン・新木場1stRING大会への参戦も発表される。しかし新木場1stRING大会でも、乳首をネタにした「ガンバレ！」（アイスリボン主催興行で最後に流される曲）の替え歌を歌ったり、タッグパートナーだった松本都に猿轡を無理やりつけるなどの変態行為を連発してフォール負けし、再度団体出入り禁止宣告を受けた。
  - お試しタッグを組むことになった際、松永とあぶれた者同士で組むことになったがそこに佐藤が合流し、「シットハート・ファウンデーション」を結成、嫌われ者ユニットとして暴走する一方でミスター6号らの持っていた六人タッグ三冠を奪取した。そこへ高尾蒼馬がSHFに加入すると純ヒールへと変貌、そのやり方を許容できない佐藤が脱退し佐藤と喧嘩別れの形になってしまう。しかしのちに自らも足手まといとして追放され、しがらみがなくなったマイケルは高尾とシングルをしていた佐藤のもとへ激励に向かうが、それが試合前に交わしたセコンド不介入の取り決めに抵触、丸刈りにされてしまう。
- 2011年の両国大会での出番に危機感を覚えたマイケルはケニーとタッグを組み澤宗紀と入江茂弘が持っていたKO-Dタッグを奪取するも程なくHARASHIMA・HERO!組に奪われる。それでも両国での挑戦を訴えマサ高梨との挑戦者決定戦に臨むも引き分け、話が流れそうになるが今度はチケット350枚買い取りでどうにか挑戦にこぎつけた。4WAYとなったタイトルマッチではケニーとのコンビネーションでGENTARO・ヤス・ウラノ組を敗退させる奮戦を見せるがのちに王者となった関本大介・マサ高梨組に敗れ再奪取とはならなかった。
- 2011年大晦日の後楽園ホール大会にて、佐藤と変態團を公式に再結成。ただの変態ではないという意味を込め「ド変態團」を名乗る。
- 2012年3月、DDTの格闘技系ブランドであるハードヒットに出場し、坂口征二の実息であり、総合格闘技の世界でも実績のある坂口道場の坂口征夫と対戦するも敗戦。
- 同年、全日本プロレスに参戦していたケニーに通訳兼セコンドとして帯同し、KAIとのシングルマッチを要求。敗れたものの、その後ケニーとのタッグでジュニア・タッグリーグ戦にも参加した。
- 2013年2月、王者・ケニーの指名を受ける形でKO-D無差別級王座に挑戦。フォールされても、10カウント以内に立ち上がれば試合続行というラストマンスタンディングルールで行われた試合は35分を越える熱戦となったものの、片翼の天使に沈んだ。
- 2014年 キンプロ第8弾「TAG OF DREAM」にDDTから3人目の選手として収録される。
- 5月9日、1月3日に弟子入りした鈴木みのるとシングルを行うことが決定。ゴッチ式パイルドライバーの構えからギブアップをして敗北。鈴木は中澤を改造すると宣言。しかし8月17日に両国大会で鈴木とタッグを結成し葛西純&高木三四郎組と対戦。試合終盤にパートナーであるのにもかかわらずゴッチ式パイルドライバーを決められ師弟関係は一年も持たずに終了した。
- 12月7日、牛久大会で中澤マイケル休業カウントダウン1「●●伝承！スペシャルシングルマッチ」として宮武俊と対戦しべノムアームの伝承を断られる。
- 12月13日、春日部大会で中澤マイケル休業カウントダウン2「僕、足を舐めるのは浮気だと思ってませんよ」として赤井沙希とタッグを組み高木三四郎&大鷲透と対戦。
- 12月14日、博多大会で中澤マイケル休業カウントダウン3「さらば強敵よ！中澤は退かぬ！媚びぬ！省みぬ！」として普段セコンドについている飯伏幸太とシングルで対戦。
- 12月23日、後楽園大会で中澤マイケル休業カウントダウン4「中澤歴史秘話ヒストリア〜その時歴史はさほど動かなかった〜」としてマサ高梨とDDTに久方ぶりの参戦の佐藤光留を相手にヌルヌル・ブラザーズのラストマッチを行う。
- 2015年1月3日、DDT後楽園ホール大会を持ってシンガポールに移住予定。移住理由は海外でパーソナルトレーニングのジムを展開していきたいという方からのオファーをトレーナーとしても活動するマイケルが受けて、新しい店舗をマイケルに任せたいということで、ビジネスとしてこれはいいチャンスだと思ったマイケルが自分のキャリアのスキルアップのために決定した。また当面はシンガポールのジム経営のためプロレス活動は休業。だが1月4日の新日本東京ドーム大会に飯伏のセコンドとしては登場。
- 2月15日、さいたまスーパーアリーナ大会で松崎しげるをセコンドに男色ディーノとのシングルでプロレス活動を休業。離婚の危機にあった佳耶子夫人とともにシンガポールに旅立った。
- 4月26日、日本に一時帰国してニコニコ超プロレスの時間差入場バトルロイヤルに参戦し入場時にはブーイングを食らう謎かけを披露して入場するもたった一秒でオーバーザトップロープで退場となる。また同じくニコニコ超プロレスで試合を行う飯伏幸太のセコンドにもつく。
- 6月20日、新日本プロレスのシンガポール大会のSPW（シンガポールプロレスリング）提供試合に参戦してAWGC（Asia Wrestling Grand Champion）Jr.ヘビー級王者のザ・ステイトメントと対戦して敗れる。現在はタイに移住していてシンガポール、ベトナム、タイと拠点を移していることをバックステージで話す[3]。
- 8月23日、DDT両国大会にDDTで一番初めにブラジャー剥ぎ取りマッチを行ったアントーニオ本多のためにブラジャーをつけて登場。
- 8月29日-31日、元DDTのディック東郷が旗揚げしたベトナム初のプロレス団体NEW VIETNAM PROWRESTLINGに参戦。
- 9月11日、さくらえみがタイで設立したプロレスリング我闘雲舞の3周年記念大会に参戦[4]。
- 2016年7月、飯伏のWWEの主催WWEクルーザー級クラシック出場のために通訳として帯同。
- 2017年2月19日、来日して高木軍vsマイケル軍敗者国外追放マッチを行った結果、敗北し国外追放となる。また、3年前に本人がサイン会をしたにもかかわらず3枚のみしか売れずに残っていたTシャツを完売させた。
- 2019年より盟友であるケニー・オメガの推薦によりAEWにスタッフ兼選手として入団。DDTとの兼任所属となる。

## 人物

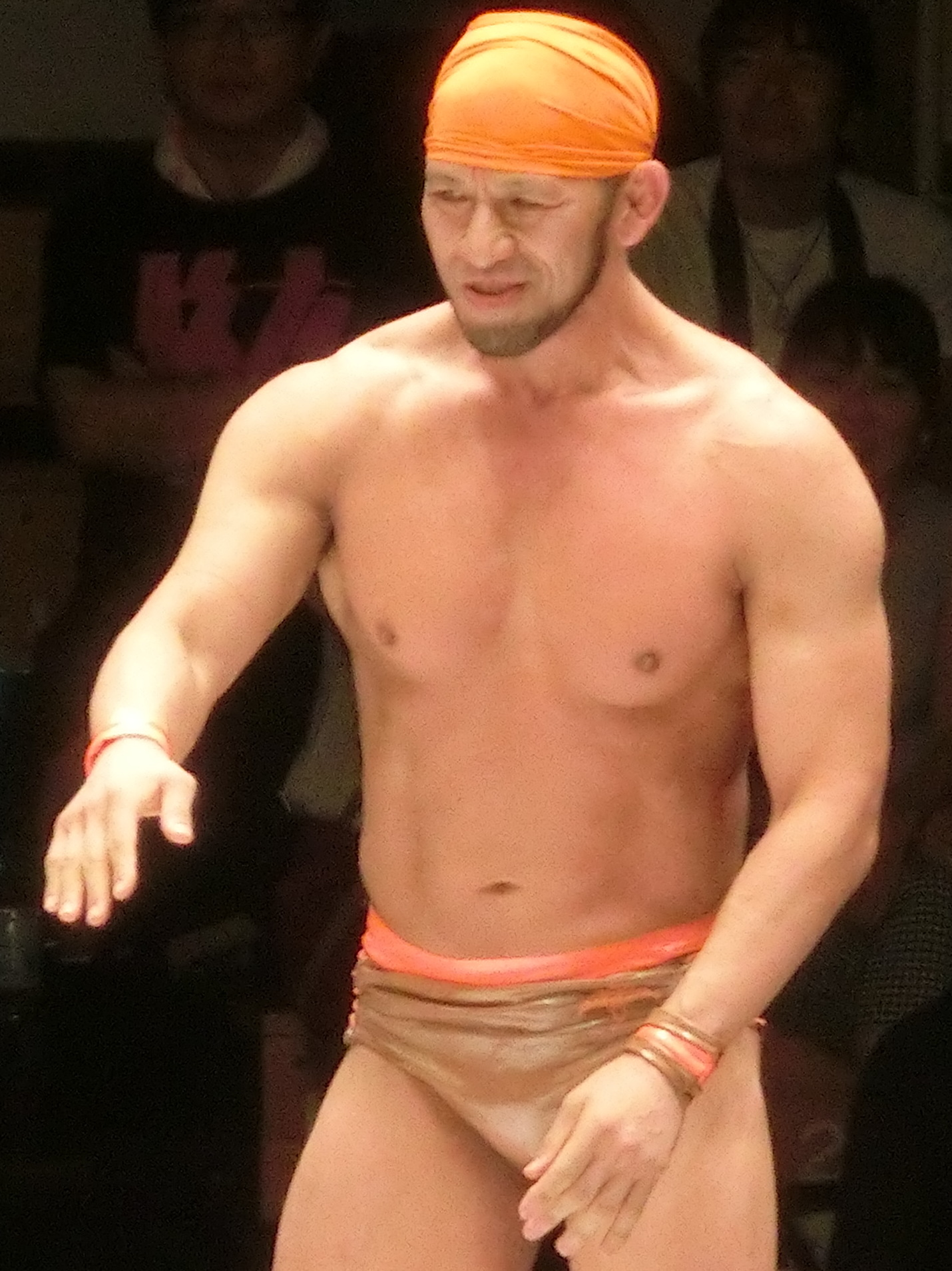
TAKAYAMANIA（2018）

- 変態、イロモノ、塩などレスラーとしては散々な言われようであるが、英語が堪能でスポーツトレーナーの資格も持つなど、団体きってのインテリである。
- 面倒見の良い性格であり、ケニー・オメガが来日した際などは通訳、世話係を買って出ている。
- 同団体所属の看板選手飯伏幸太からの信頼も厚く、新技開発の相手、路上プロレスの相手[5]などを務めることも多い。
- 他団体で飯伏幸太、ケニー・オメガの試合があるときなどは自腹でセコンドに駆けつけている。2010年に新日本プロレスが主催したBEST OF THE SUPER Jr.では両選手のセコンド業務のため北は仙台から西は京都まで馳せ参じた。また通訳とセコンドを趣味・特技としてプロレスラーカラー写真名鑑2015では表記されていた。飯伏のセコンド活動に関しては飯伏がフリー転向後にも幾度か行っておりWWEに飯伏が参戦した際は通訳としてWWE.COMの映像に出演している。
- 男色ディーノは今なおけがなどせず闘う中澤マイケルが真の最強の選手と言っている。マイケルは特に飯伏幸太が繰り出すありえない攻撃を食らっているが、けがをする回数は非常に少ない。

## 得意技

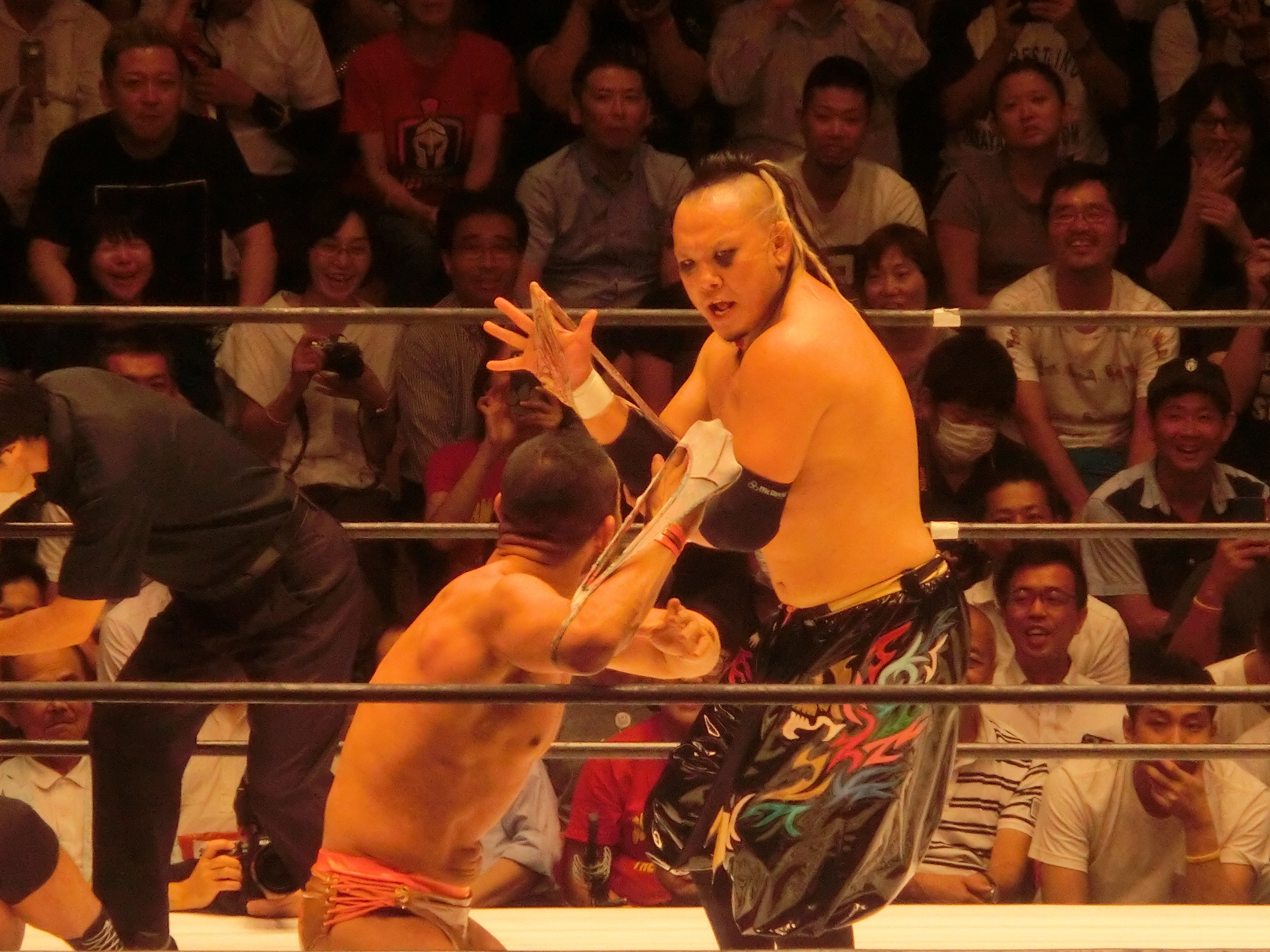
アルティメット・ベノムアームをする中澤（下）。対戦相手のKAZMA（正面）も同様の技を行っている。

アルティメット・ベノムアーム
脇澤美穂の「ベノムアーム」を拝借し発展させた技。自身の履いているアンダータイツ（Tバック）をタイツの下から脱ぎ取り右手に装着し、その手で相手の顔面にアイアンクローを叩きこむ。近年の主要技でありフィニッシャー。
派生技として、レインメーカー式で放つアルティメット・ベノムメーカーや、アンダータイツを自らの頭にかぶってダイビング・ヘッドバットを投下するアルティメット・ベノムこけしや藤本つかさのビーナスシュートを改良したビーナスベノムシュート、背後からスリーパーと共に叩きこむハイブリッド・ベノムアーム・スリーパーホールド（HVS）等がある。
熱くなってきたぜー
「熱くなってきたぜー」「火照ってきたぜー」などと言いながらニーパッドを脱いでいき、果てにはタイツまで脱いで反撃に転じる。所謂ハルクアップのようなものではあるが、大概その後はろくなことにならない。
マイケル・ドント・クライ
クロスアーム式のハングマンズホールド。猪熊裕介によって「マイケル・ドント・クライは数字の8（8は上下をひっくり返してもそのまま8）」という発言と共に弱点（掛けられた状態で力を利用してそのまま一回転すると逆に掛けることができる）を発見された。
マイケル・ノーモア・クライ
グラウンド式のマイケル・ドント・クライ。温存していたが猪熊にマイケル・ドント・クライを返されたので披露。
スクールボーイ
普通のスクールボーイだが、毎回「マイケル・リピート・アフター・ミー」「マイケルforオール・オールforマイケル」など名前が変わっている。
スピアー
ヘンタイスライド
相手の股間をトップロープに擦りつける技。その後はさらにアトミック・ドロップをすることが多い。
ヘンタイレッグドロップ
股間へのレッグドロップ。
ローションオイル攻撃
持ってきたローションオイルを相手に塗ったり自分に塗ったりして滑らせて攻撃を防ぐ。たまにDDTやブレーンバスターをしようとして相手が倒れず、自分だけ倒れて自爆することがある。
巨匠スタナー
三四郎の三四郎スタナーと同じ技。
マーライオン
ローションオイルを口に含み、仰向けに倒れている相手の顔面に垂らす精神的に痛い技。
ファイヤーバードスプラッシュ
OPG道場で飯伏幸太・ケニー・オメガと特訓して習得。2010年DDT両国大会で初公開した。
バックフリップ
仙台ピンプス
2014年5月4日の仙台大会で3WAYマッチをやるうえで秘策として用意していたが何をやってもすべり続け結局出せなかった技。
巨匠スラム

## 入場曲
- Michael Jackson / FAT BOY SLIM
- Kink / Archie Bronson Outfit
  - ヌルヌル・ブラザーズのテーマ曲

## タイトル歴
DDTプロレスリング
- 第10代DDT EXTREME級王座
- KO-Dタッグ王座（第24代、パートナーは松永智充 第36代、パートナーはケニー・オメガ）
- アイアンマンヘビーメタル級王座（第745代、第757代、第760代、第763代、第812代、第832代、第872代、第876代、第895代、第899代、第903代、第908代、第969代、第985代）
- UWA世界6人タッグ王座 - 第45代（パートナーは佐藤光留、松永智充）
- 自由が丘広小路会公認6人タッグ王座 - 第7代（パートナーは佐藤光留、松永智充）
- 日本海認定6人タッグ王座 - 第4代（パートナーは佐藤光留、松永智充）